# 叶问系列电影
《葉問》系列電影（英語：Ip Man）是一系列以一代詠春宗師葉問生平作藍本的香港電影，當中包括：《葉問》（2008年）、《葉問2》（2010年）、《葉問3》（2015年）、外傳《葉問外傳：張天志》（2018年）和《葉問4》（2019年）。四部曲主要電影由葉偉信執導，黃子桓編劇，黃百鳴監製，甄子丹飾演葉問。葉問系列電影每集有著不同主題，第一集是「生存」，第二集是「生活」，第三集是「生命」，第四集是「生死」。

## 電影
| 電影                 | 香港上映日     | 導演   | 編劇                           | 動作指導       | 監製                   | 狀態   |
| -------------------- | -------------- | ------ | ------------------------------ | -------------- | ---------------------- | ------ |
| 《葉問》             | 2008年12月19日 | 葉偉信 | 黃子桓、陳大利                 | 洪金寶、梁小熊 | 黃百鳴                 | 已上映 |
| 《葉問2》            | 2010年4月29日  | 葉偉信 | 黃子桓、陳大利、蔡曉欣         | 洪金寶、藍海瀚 | 黃百鳴、李欣、安曉芬   | 已上映 |
| 《葉問3》            | 2015年12月24日 | 葉偉信 | 黃子桓、陳大利、梁禮彥         | 袁和平         | 黃百鳴                 | 已上映 |
| 《葉問外傳：張天志》 | 2018年12月20日 | 袁和平 | 黃子桓、陳大利                 | 袁信義         | 黃百鳴、甄子丹         | 已上映 |
| 《葉問4：完結篇》    | 2019年12月20日 | 葉偉信 | 黃子桓、深澤寬、陳大利、梁禮彥 | 袁和平         | 黃百鳴、甄子丹、葉偉信 | 已上映 |

### 《葉問》（2008）
葉問習得一身武藝但為人低調，在正值戰禍亂世的中國，充滿仇恨和悲劇的大時代並不在他的視野當中。然而出於對民族的熱愛和對武學精神的不斷參悟，葉問一步步走出局限，在一場場暢快淋漓的比拼中，扛起振興中華的大旗。

### 《葉問2》（2010）
二次大戰後葉問離開佛山，赴香港開館收徒，在那遭逢強大的對手。詠春洪拳兩大武學門派不打不相識，從一開始的相互較勁，到後來聯手對抗英國殖民政府。

### 《葉問3》（2015）
葉問為阻止黑幫收地，跟以洋人為首的惡勢力對抗，成功保住小學，卻迎來更大的人生難關。此時，一位詠春高手向葉問挑戰，掀起「詠春正宗」的名譽之爭。武術與生命，葉問作出選擇，經歷從未試過的考驗。

### 《葉問外傳：張天志》（2018）
詠春傳人張天志在惜敗葉問後，如何走出陰霾，用傳統功夫抗擊外商毒販，重喚詠春精神的傳奇故事。

### 《葉問4：完結篇》（2019）
葉問自從妻子離世後，跟兒子的關係日漸疏離，為了兒子前途，特地前往美國視察留學環境，卻發現充斥種族歧視，當地華人飽受不公平待遇，學武初心終再被喚醒，再次承擔武術家該有的責任。

## 潛在項目

### 《張天志2》
據報導，2019年4月，張晉將在《葉問外傳：張天志》續集中繼續扮演張天志角色。但續集的預算從第一部電影的2800萬美元削減至1300萬美元。
2019年11月，釜山國際電影節東方影業攤位展示了《張天志2》電影海報，同時看到飾演張天志的張晉。

### 《葉問5》
東方影業在第76屆康城影展中，宣布開發《葉問5》，甄子丹亦會回歸演出，前導概念海報於康城影展曝光。

## 演員及角色
| 葉問   | 甄子丹 | 甄子丹 | 甄子丹 |        | 甄子丹 |
| 張永成 | 熊黛林 | 熊黛林 | 熊黛林 |        | 熊黛林 |
| 葉準   | 李澤   | 李澤   |        |        |        |
| 周清泉 | 任達華 | 任達華 |        |        |        |
| 周光耀 | 鄭家星 | 鄭家星 |        |        |        |
| 金山找 | 樊少皇 | 樊少皇 |        |        |        |
| 黃梁   |        | 黃曉明 |        |        |        |
| 肥波   |        | 鄭則士 | 鄭則士 |        | 鄭則士 |
| 李小龍 |        | 蔣岱言 | 陳國坤 |        | 陳國坤 |
| 葉正   |        |        | 王實   |        | 葉禾   |
| 張天志 |        |        | 張晉   | 張晉   |        |
| 馬鯨笙 |        |        | 譚耀文 | 譚耀文 |        |

## 發行

### 票房
| 電影             | 香港上映日期   | 總票房       | 總票房             | Ref         |
| 電影             | 香港上映日期   | 香港（港元） | 中國大陸（人民幣） | Ref         |
| ---------------- | -------------- | ------------ | ------------------ | ----------- |
| 葉問             | 2008年12月19日 | $25,582,227  | 8491萬             | [ 4 ] [ 5 ] |
| 葉問2            | 2010年4月29日  | $43,313,345  | 2.3億              | [ 6 ] [ 7 ] |
| 葉問3            | 2015年12月16日 | $60,422,830  | 7.69億             | [ 8 ]       |
| 葉問外傳：張天志 | 2018年12月20日 | $15,901,620  | 1.32億             | [ 9 ]       |
| 葉問4：完結篇    | 2019年12月20日 | $30,465,364  | 11.82億            | [ 10 ]      |
| 總數             | 總數           |              | 23.97億            |             |

### 評價
| 電影             | 爛番茄          | Metacritic      | 豆瓣                |
| ---------------- | --------------- | --------------- | ------------------- |
| 葉問             | 84%（25個評論） | 59%（9個評論）  | 7.8（367744个评价） |
| 葉問2            | 93%（27個評論） | 67%（13個評論） | 7.4（252144个评价） |
| 葉問3            | 78%（50個評論） | 57%（14個評論） | 6.7（162832个评价） |
| 葉問外傳：張天志 | 86%（28個評論） | 73%（13個評論） | 5.6（35987个评价）  |
| 叶问4：完結篇    | 90%（29個評論） | 62%（10個評論） | 6.9（261334个评价） |

## 相關書目
- 《甄子丹‧葉問：電影回顧》，太初工作室、陸明敏，三聯書店（香港）有限公司，ISBN 978-962-04-4571-2